# Maguey Segundo
Maguey Segundo är en ort i Mexiko.   Den ligger i kommunen Tantoyuca och delstaten Veracruz, i den sydöstra delen av landet, 230 km norr om huvudstaden Mexico City. Maguey Segundo ligger 195 meter över havet och antalet invånare är 217.
Terrängen runt Maguey Segundo är huvudsakligen platt, men åt sydväst är den kuperad. Maguey Segundo ligger uppe på en höjd. Runt Maguey Segundo är det ganska tätbefolkat, med 72 invånare per kvadratkilometer. Närmaste större samhälle är Tantoyuca, 2,5 km sydväst om Maguey Segundo. Trakten runt Maguey Segundo består till största delen av jordbruksmark.